# Knooppunt Kolding Vest
Knooppunt Kolding Vest (Deens: Motorvejskryds Kolding Vest) is een knooppunt in de Denemarken tussen de Esbjergmotorvejen richting Esbjerg en de Sønderjyske Motorvej richting Flensburg, Aarhus en Odense. Het knooppunt is genoemd naar de stad Kolding, die in de buurt van het knooppunt ligt.
Het knooppunt is uitgevoerd als een klaverturbine. De fly-over ligt tussen de Esbjergmotorvejen vanaf het westen en de Sønderjyske Motorvej richting het noorden.
| Aansluitende wegen | Aansluitende wegen             | Aansluitende wegen        | Aansluitende wegen | Aansluitende wegen |
| ------------------ | ------------------------------ | ------------------------- | ------------------ | ------------------ |
|                    |                                | richting Aarhus en Odense |                    |                    |
|                    |                                |                           |                    |                    |
| richting Esbjerg   | Ny Esbjergvej richting Kolding |                           |                    |                    |
|                    |                                |                           |                    |                    |
|                    |                                | richting Flensburg        |                    |                    |

Aalborg Centrum · Aalborg Nord · Aalborg Syd · Århus Nord · Århus Syd · Århus Vest · Avedøre · Ballerup · Brøndby · Fredericia · Gladsaxe · Herning · Herning Syd · Ishøj · Kliplev · Køge Vest · Kolding · Kolding Vest · Kongens Lyngby · Nørresundby Centrum · Odense · Rødovre · Skærup · Taastrup · Vallensbæk · Vendsyssel